# Gobustão

Gobustão (em azeri: Qobustan) é um dos cinqüenta e nove rayons nos quais subdivide politicamente a República do Azerbaijão. A cidade capital é a cidade de Gobustan.
De 1930 até 1943 e novamente em 1960 até 1990, o território pertencia ao Distrito Administrativo de Shamakhi.
Possui uma superfície de 1.369,4 quilômetros quadrados, com uma população de 37.137 pessoas, totalizando uma densidade populacional de 27 habitantes por cada quilômetro quadrado.
A região é dominada pela agricultura, especialmente o setor dos cereais e os vinhedos, além de explorações pecuaristas.